# Шлюмбергера Бакли
Шлюмбергера Бакли (лат. Schlumbergera ×buckleyi) — вид эпифитных кактусов рода Шлюмбергера; вид имеет гибридное происхождение: Schlumbergera truncata × Schlumbergera russelliana.

## Описание
Многолетнее растение, суккулент. В высоту достигает 50 см. Стебли растения поникающие, светло-зеленые, могут достигать в длину 30 см, состоят из листообразных сегментов, хорошо изогнутых, с хорошо заметным округлозубчатым краем с овальными выступами. Сегменты могут достигать около 2,5 см в ширину и 5 см в длину. На вершине сегмента заметны ареолы со щетинками, там же появляются и бутоны. На одном членике расцветает один цветок, в редких случаях можно заметить 2-3 двусторонне симметричных цветка. Цветочная трубка приобретает слегка изогнутую форму. Тычинки хорошо заметны, так как они «выпадают» наружу и выходя за пределы широко раскрытых наружных лепестков венчика. Во время цветения усеченная шлюмбергера покрывается шапками белых, нежно-розовых, нежно-сиреневых, фиолетовыми цветками. После цветения образуется плод в виде ягоды красного цвета, длиной до 1 см